# Nepenthes ceciliae
Nepenthes ceciliae är en tvåhjärtbladig växtart som beskrevs av Gronem., Coritico, Micheler, Marwinski, Acil och V.B. Amoroso. Nepenthes ceciliae ingår i släktet Nepenthes och familjen Nepenthaceae. Inga underarter finns listade i Catalogue of Life.